# 下総御料牧場の基礎輸入牝馬
1926年から1932年にまでに日本の宮内省下総御料牧場がイギリス、アメリカより輸入した8頭のサラブレッド牝馬、特に1931年と1932年に輸入された6頭の繁殖牝馬を総称して下総御料牧場の基礎輸入牝馬と呼ばれている。

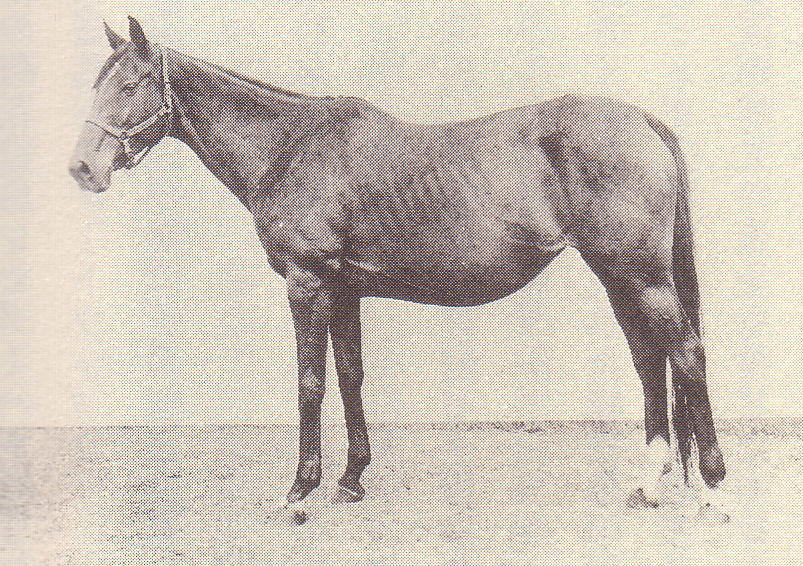
種正

## 解説
1906年、欧米列強との軍馬の資質差改善を目指し馬政局が設置され日本における本格的な馬産が始まった。それに伴い馬匹の需要拡大を狙った競馬の振興も積極的に行われたがやがて風紀の紊乱により競馬排斥論が高まり、さらにサラブレッドが軍馬に不向きとして育成対象から外れたこともあり官営牧場におけるサラブレッド生産はごく小規模なものに留まっていた。
しかし1923年、新競馬法の制定により競馬の施行について法整備が為されるとそれまで民間牧場（主に小岩井農場）から繁殖馬を譲り受けてサラブレッド生産を続けていた官営牧場からも独自の名馬を生産すべしとの声が高まり1926年、宮内省下総御料牧場がイギリスより2頭の繁殖牝馬を輸入した。日本名で種正、種道と名付けられたこの2頭の翌年には戦前を代表する大種牡馬となるトウルヌソルも輸入され、これらの組み合わせから生まれたトクマサが第5回東京優駿（日本ダービー）に優勝するなど大きな活躍を見せた。

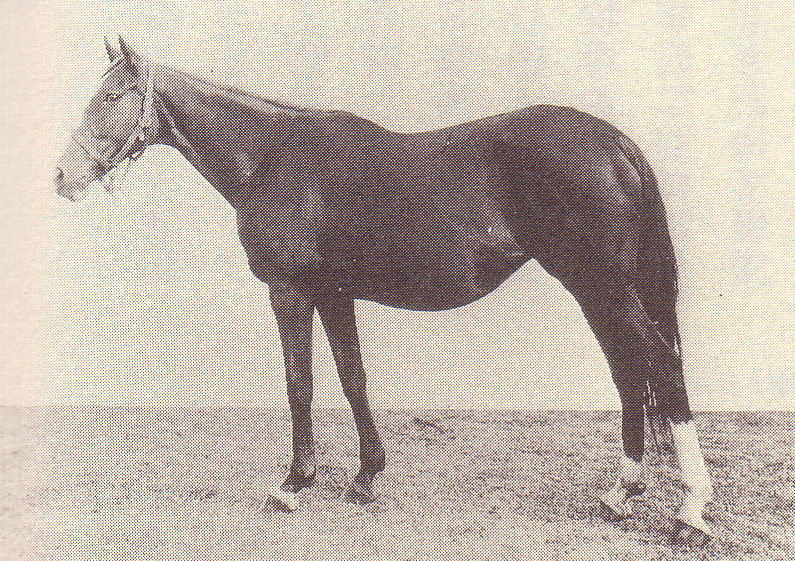
星友

さらに1931年と1932年の2度に渡り、アメリカから6頭の牝馬が輸入される。当時の日本競馬はイギリスからの輸入馬が多く、アメリカ血脈の導入は画期的なことであった。星条旗にちなみ日本名で星旗、星若、星濱、星谷、星富、星友と名付けられた6頭はいずれも産駒を受胎した状態で輸入されその仔の父はサーギャラハッド、マンノウォー、チャンスプレイなどいずれもアメリカの一流種牡馬ばかりであった。来日後に誕生し競走馬となったクレオパトラトマス、エレギヤラトマス、ピアスアロートマス、シンヨリーナトマス、ナミトミの5頭は計59勝、うち帝室御賞典2勝を含む特殊競走11勝という抜群の成績を挙げた。さらに競走馬として出走することが無かった星友の仔・月友は種牡馬として数多くの名馬を輩出し、1930年代から1950年代にかけての日本の馬産に大きな影響を与えた。
以後も星旗が東京優駿優勝馬で6度のリーディングサイアーを獲得したクモハタ、星友が史上初の東京優駿優勝牝馬ヒサトモ、星浜が第1回中山4歳牝馬特別（桜花賞）優勝馬ソールレデイ、星谷が帝室御賞典優勝馬で名種牡馬となったトキノチカラを産み他にも数多くの産駒が競走馬、繁殖馬として成功を収めた。各牝馬の系統は日本の生産界に浸透し前述の8頭は今日、在来日本産馬の重要基礎牝馬群のひとつとして認知されている。

## 基礎牝馬と子孫
ここでは牝系子孫（いわゆる「ファミリー」）のみを記載する。
※現在のGI級競走優勝馬のみ記載。太字は牝馬の直仔、記載名は競走名。

### 1926年輸入
種正 / Young Man's Fancy （ファミリーナンバー：5-h）
トクマサ（東京優駿、帝室御賞典）、ボストニアン（皐月賞、東京優駿）、ヒカルタカイ（天皇賞（春）、有馬記念）、バンブーメモリー（安田記念、スプリンターズステークス）、イナリワン（天皇賞（春）、宝塚記念、有馬記念）、ナリタホマレ（ダービーグランプリ）
種道 / Helenagain （ファミリーナンバー：22）
コマヒカリ（菊花賞）、プレストウコウ（菊花賞）

### 1931年輸入
星旗 / Fairy Maiden （ファミリーナンバー：16-h）
クレオパトラトマス（帝室御賞典）、クモハタ（東京優駿）、ハマカゼ（桜花賞）、タカクラヤマ （天皇賞（春））、ハクチカラ（東京優駿、天皇賞・秋、有馬記念）、ニホンピロムーテー（菊花賞）、ゴールドシップ（皐月賞、菊花賞、有馬記念、宝塚記念、天皇賞（春））
星若 / Ima Baby （ファミリーナンバー：3）
エレギヤラトマス（帝室御賞典）、カミワカ（中山農商賞典障碍）、テイトオー（東京優駿）、ワカクモ（桜花賞）、テンポイント（阪神3歳ステークス、天皇賞（春）、有馬記念）、キングスポイント（中山大障害（春）、中山大障害（秋））、ダイアナソロン（桜花賞）、フジヤマケンザン（香港国際カップ）
星友 / Alzada （ファミリーナンバー：19-b）
ヒサトモ（東京優駿、帝室御賞典）、トウカイローマン（優駿牝馬）、トウカイテイオー（皐月賞、東京優駿、ジャパンカップ、有馬記念）

### 1932年輸入
星濱 / Valiant Lady （ファミリーナンバー：1-n）
ソールレデイ（桜花賞）、ミスマルサ（優駿牝馬）、ライジン（阪神3歳ステークス）、アサホコ（天皇賞（春））
星谷 / Secure （ファミリーナンバー：1-l）
トキノチカラ（帝室御賞典）、ツキカワ（桜花賞）、サニーブライアン（皐月賞、東京優駿）
星富 / Sloping （ファミリーナンバー：12）
（ヒサヨシ（阪神優駿牝馬1着失格））

### 備考
- 各牝馬の初年度産駒のうち、月友を除く5頭は全て牝馬であった。うちクレオパトラトマス、エレギヤラトマスはそれぞれ月城、月丘という名で繁殖牝馬としても群を抜く成績を残した。なお、ピアスアロートマスとナミトミは繁殖牝馬となったが、産駒を残すことなく死亡している。
- 社台グループ創業者・吉田善哉が若年期を回想して「夜、牧場で星を見ると星の付く肌馬（繁殖牝馬）を思い出す。10代の頃、父親（吉田善助）に頼んでよく御料牧場の星の馬を見に行った。まさに女王に見えたものだ」と語っており、当時これらの牝馬群がいかに大きな影響力を持っていたかが窺える。